# Pior Cenário Possível
Pior Cenário Possível é o sétimo e último álbum de estúdio da banda brasileira Matanza. O álbum é o primeiro da banda a contar com dois guitarristas simultâneos (Donida e Maurício Nogueira) em estúdio, o último com o baixista China e o vocalista Jimmy London e o último com a banda ainda chamada Matanza (após encerrar suas atividades e retornar logo depois, o grupo adotou o nome "Matanza Inc"). Foi gravado no estúdio Tambor, no cidade do Rio de Janeiro, sendo produzido por Rafael Ramos, o mesmo que produziu os álbuns Nheengatu dos Titãs e Setevidas de Pitty. Foi lançado em 14 de abril de 2015 Todos os instrumentos foram gravados simultaneamente.
Em 18 de março, a banda anunciou o segundo clipe do álbum, "O que Está Feito, Está Feito", gravado no Rio de Janeiro. Em 24 de março, lançaram a faixa "Matadouro 18" no Tenho Mais Discos Que Amigos!. Depois, no dia 1 de abril, lançaram "Orgulho e Cinismo" na Rolling Stone Brasil e "Chance pro Azar" na Rádio Cidade em 6 de abril.

## Temática e composição
Sobre a temática mais sombria do álbum, em comparação às canções sobre bebidas e mulheres, o vocalista Jimmy London disse: "Criamos o conceito de cada álbum do Matanza antes mesmo de escrever a primeira música. Agora, entretanto, seria necessário viver em Marte para falar sobre bagunça boa, tiro para o alto e diversão. Quem sabe no próximo trabalho vamos estar de melhor humor".
Sobre a adição de um segundo guitarrista em estúdio, ele afirmou: "É mais um instrumento, ou seja, mais 20% de capacidade de arranjo, de barulho, de pressão. Tivemos um processo semelhante de gravação ao dos outros discos. Procuramos manter o som orgânico, fazendo a bateria soar como se estivesse ali do seu lado, e assim por diante. Porém, a cada trabalho, vamos aprimorando esse processo. Neste momento, usamos a máquina de fita para esquentar o som, mas sem arquivar o áudio nela. Afinal, que graça teria se fosse sempre tudo igual?"

## Faixas
Todas as letras escritas por Marco Donida, todas as músicas compostas por Marco Donida.
| N.º            | Título                          | Duração |  |
| 1.             | "A Sua Assinatura"              | 3:28    |  |
| 2.             | "O Que Está Feito, Está Feito"  | 2:40    |  |
| 3.             | "Matadouro 18"                  | 2:47    |  |
| 4.             | "A Casa em Frente ao Cemitério" | 3:49    |  |
| 5.             | "Sob a Mira"                    | 4:01    |  |
| 6.             | "Pior Cenário Possível"         | 3:32    |  |
| 7.             | "O Pessimista"                  | 3:08    |  |
| 8.             | "Chance pro Azar"               | 3:04    |  |
| 9.             | "Orgulho e Cinismo"             | 3:20    |  |
| 10.            | "Conversa de Assassino Serial"  | 5:27    |  |
| Duração total: | Duração total:                  | 35:38   |  |

## Formação
- Jimmy London – Vocal
- Jefferson "China" Cardim – Baixo
- Jonas Cáffaro – Bateria
- Marco Donida – Guitarra
- Maurício Nogueira - Guitarra

## Recepção
| Críticas profissionais        | Críticas profissionais |
| Avaliações da crítica         | Avaliações da crítica  |
| Fonte                         | Avaliação              |
| ----------------------------- | ---------------------- |
| Tenho Mais Discos que Amigos! | [ 11 ]                 |

Marcos Andrade, do Tenho Mais Discos que Amigos!, afirmou que "mesmo tendo o terror como maior inspiração para Pior Cenário Possível, o Matanza já foi mais intimidador e chocante em outros álbuns", mas ainda assim "é curto e grosso como um bom álbum de hardcore punk com elementos de heavy metal".